# Amir Gilboa

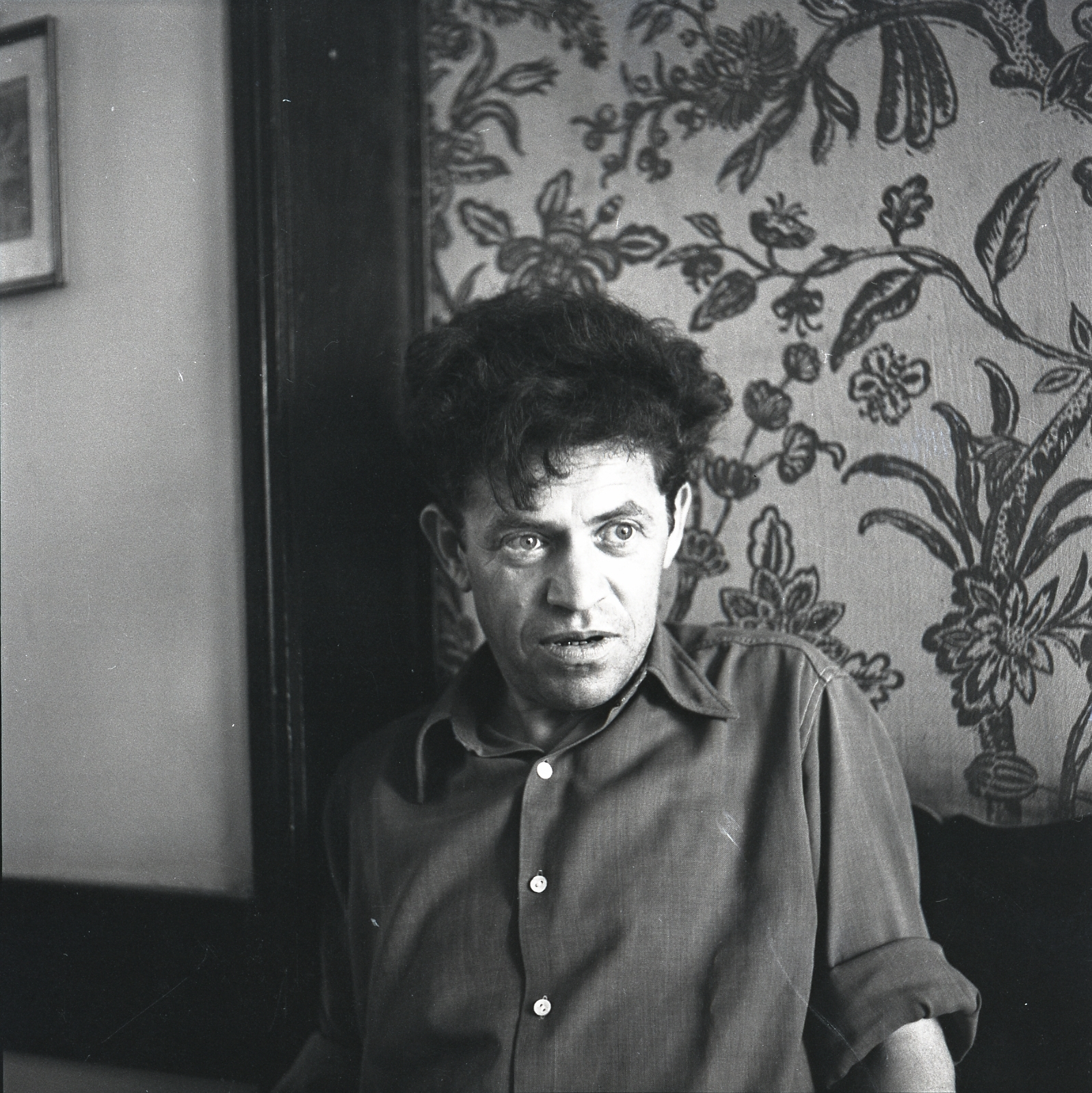
Gilboa em 1953.

Amir Gilboa (hebraico : אמיר גלבע) (Radziwillow, 25 de setembro de 1917 - Petah Tikva, 2 de setembro de 1984) foi um poeta israelense e veterano da Brigada Judaica. Gilboa recebeu o Prêmio Israel de literatura em 1982.

## Biografia
Berl Feldmann (mais tarde Amir Gilboa) nasceu em uma família judia em Radziwillow (atual Radyvyliv, em Volínia) na Ucrânia. Em 1937, imigrou para o Mandato da Palestina. Em 1942, entrou no Exército Britânico e serviu na Brigada Judaica na campanha da Itália, na fase final da Segunda Guerra Mundial. Em 1948, ele lutou na Guerra da Independência de Israel. Ele morreu em 1984 no Hospital Beilinson em Petah Tikva devido a complicações de doença cardíaca isquêmica.

## Carreira literária
Em 1949, ele publicou um volume de poesia intitulado Sheva Reshuyot ("Sete Domínios") sobre suas experiências durante a guerra. Esta coleção, juntamente com suas Canções da Manhã, publicada em 1953, estabeleceram sua reputação como um importante poeta hebreu. Seus primeiros trabalhos foram influenciados por Avraham Shlonsky e Natan Alterman, especialmente no uso do hebraico bíblico arcaico. Posteriormente, sua linguagem torna-se mais coloquial, com abundância de rimas, jogos de palavras e comentários satíricos. Queria escrever os lábios dos adormecidos, publicado em 1968, é dedicado ao ato de escrever poesia e aos sentimentos do poeta.

## Prêmios e reconhecimento

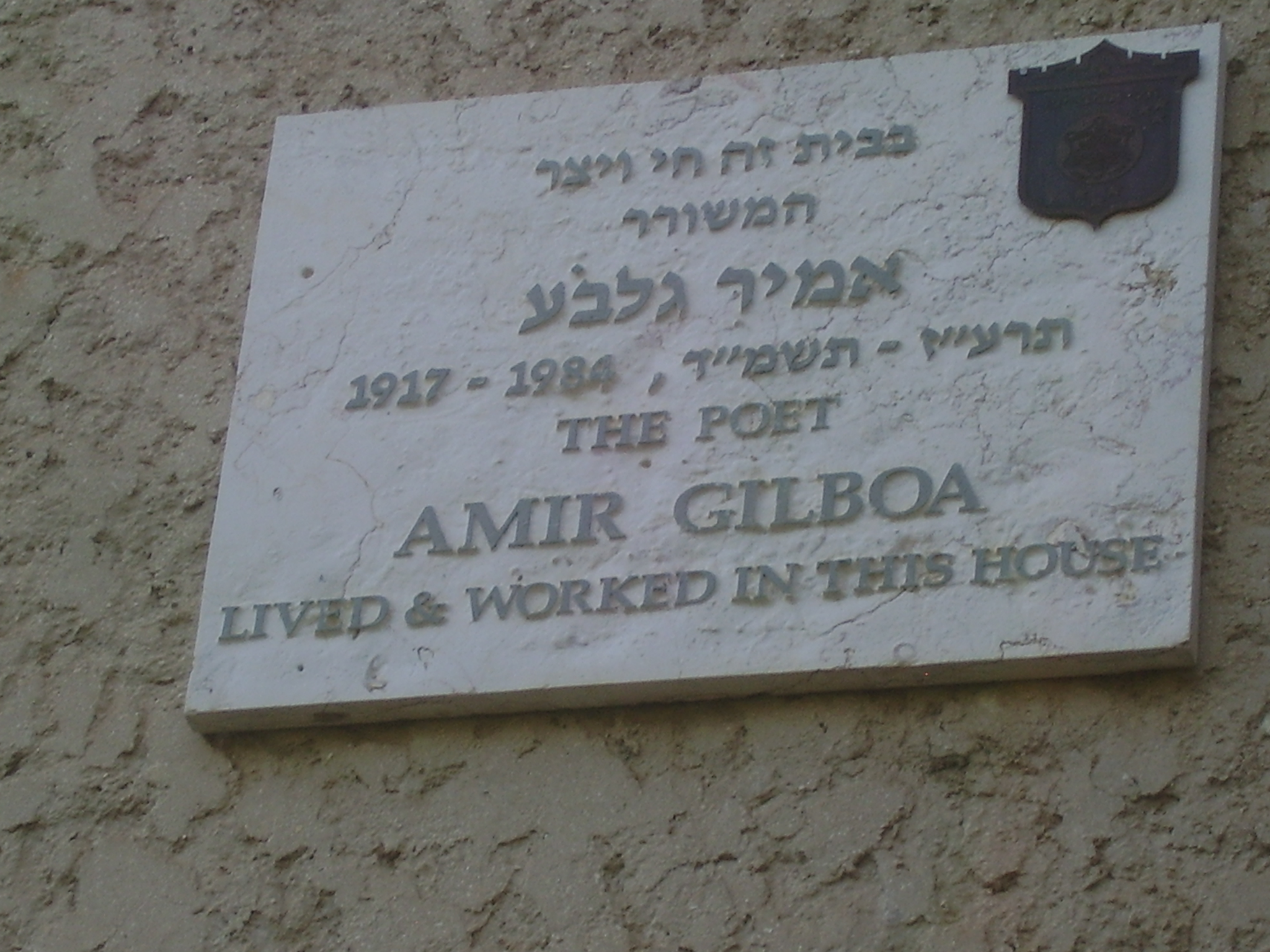
Placa comemorativa na casa de Gilboa em Tel Aviv.

- Em 1971, Gilboa recebeu o Prêmio Bialik de literatura.[2]
- Em 1982, foi agraciado com o Prêmio Israel, de poesia hebraica.[3]